# Norrby församling
Norrby församling är en församling som ingår i Sala-Norrby-Möklinta pastorat i Norra Västmanlands kontrakt i Västerås stift i Svenska kyrkan. Församlingen ligger i Sala kommun i Västmanlands län.

## Administrativ historik
Församlingen har medeltida ursprung och utgjorde till 1962 ett eget pastorat. Från 1962 är församlingen annexförsamling i pastoratet Sala och Norrby som senare utökades med Möklinta församling.
Den 1 januari 1952 överfördes Norrby församling från Fjärdhundra kontrakt i Uppsala stift till Sala kontrakt i Västerås stift.

## Kyrkor
- Norrby kyrka